# Joanna Going
Joanna Going (ur. 22 lipca 1963 w Waszyngtonie) – amerykańska aktorka telewizyjna i filmowa, zdobywczyni nominacji do Soap Opera Digest Award za rolę w serialu NBC Dark Shadows.
W latach 2004–2012 była żoną aktora Dylana Walsha.

## Wybrana filmografia
- Wyatt Earp (1994) jako Josie Marcus
- Abbottowie prawdziwi (Inventing the Abbotts, 1997) jako Alice Abbott
- Odwieczny wróg (Phantoms, 1998) jako Jennifer Pailey
- Jakoś leci (Still Breathing, 1998) jako Rosalyn Willoughby
- Kevin sam w domu 4 (Home Alone 4: Taking Back the House, 2002) jako Natalie
- Ława przysięgłych (The Runaway Jury, 2003) jako Celeste Wood